# Dützen
Dützen ist ein Stadtteil der ostwestfälischen Stadt Minden in Nordrhein-Westfalen. Am 1. Januar 1973 ist die selbstständige Gemeinde, die aus einem Dorf gleichen Namens hervorgegangen in die Stadt Minden eingemeindet worden.

## Geographie
Dützen liegt südwestlich der Mindener Innenstadt; im Osten grenzt Dützen an den Stadtteil Häverstädt, im Norden an die Stadtteile Rodenbeck und Königstor, im Westen an den Stadtteil Haddenhausen und im Süden an die Stadt Bad Oeynhausen. Dützen ist durch weite landwirtschaftliche Nutzflächen geprägt. Der Stadtteil liegt am Fuße des Wiehengebirges.

## Geschichte

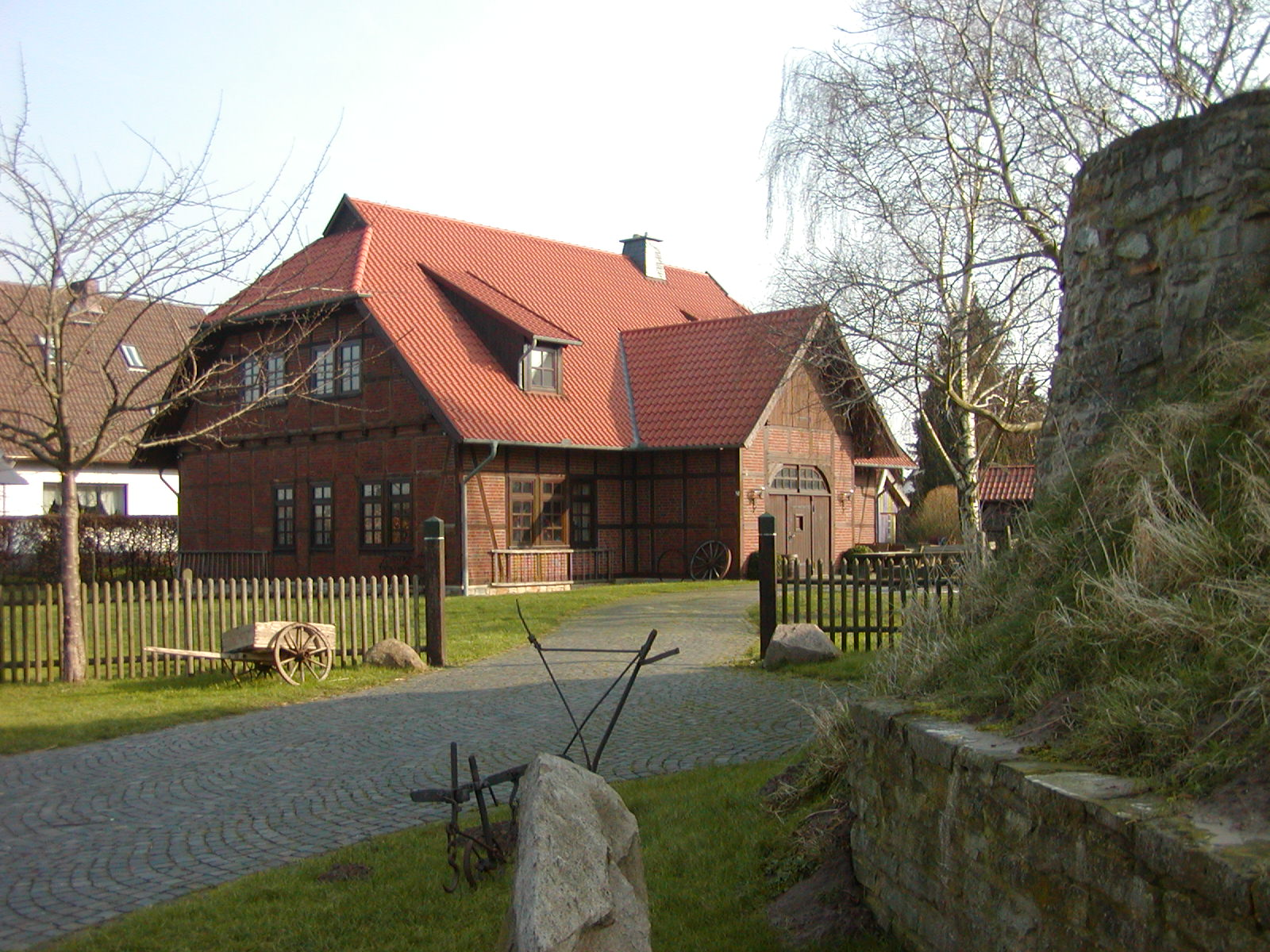
Mühlenhaus

Der Ort Dützen wurde das erste Mal 1090 als Duttison urkundlich erwähnt, der Ortsteil Hummelbeck im Jahre 993. Dützen gehörte bis zu den Napoleonischen Kriegen zur Vogtei Berg und Bruch im Amt Hausberge des Fürstentums Minden. Von 1807 bis 1810 gehörte Dützen zum Kanton Haddenhausen des napoleonischen Satellitenstaats Königreich Westphalen. Von 1811 bis 1813 gehörte der Ort unmittelbar zu Frankreich und war dort Sitz der Mairie Dützen im Arrondissement Minden des Departements der Oberen Ems. Dützen fiel 1813 wieder an Preußen und kam 1816 zum neuen Kreis Minden. Im Kreis Minden war Dützen Sitz des Amtes Dützen. Bevor die Gemeinde bei der kommunalen Neugliederung am 1. Januar 1973 Teil der Stadt Minden wurde, hatte sie eine Fläche von 6,15 km² sowie 3090 Einwohner (31. Dezember 1972).

## Politik

### Ortsvorsteher
Die Bevölkerung von Dützen wird gegenüber Rat und Verwaltung der Stadt Minden seit 1973 durch einen Ortsvorsteher vertreten, der aufgrund des Wahlergebnisses vom Rat der Stadt Minden gewählt wird. Zurzeit (2013) ist Heinz Brauer Ortsvorsteher.

## Sehenswürdigkeiten

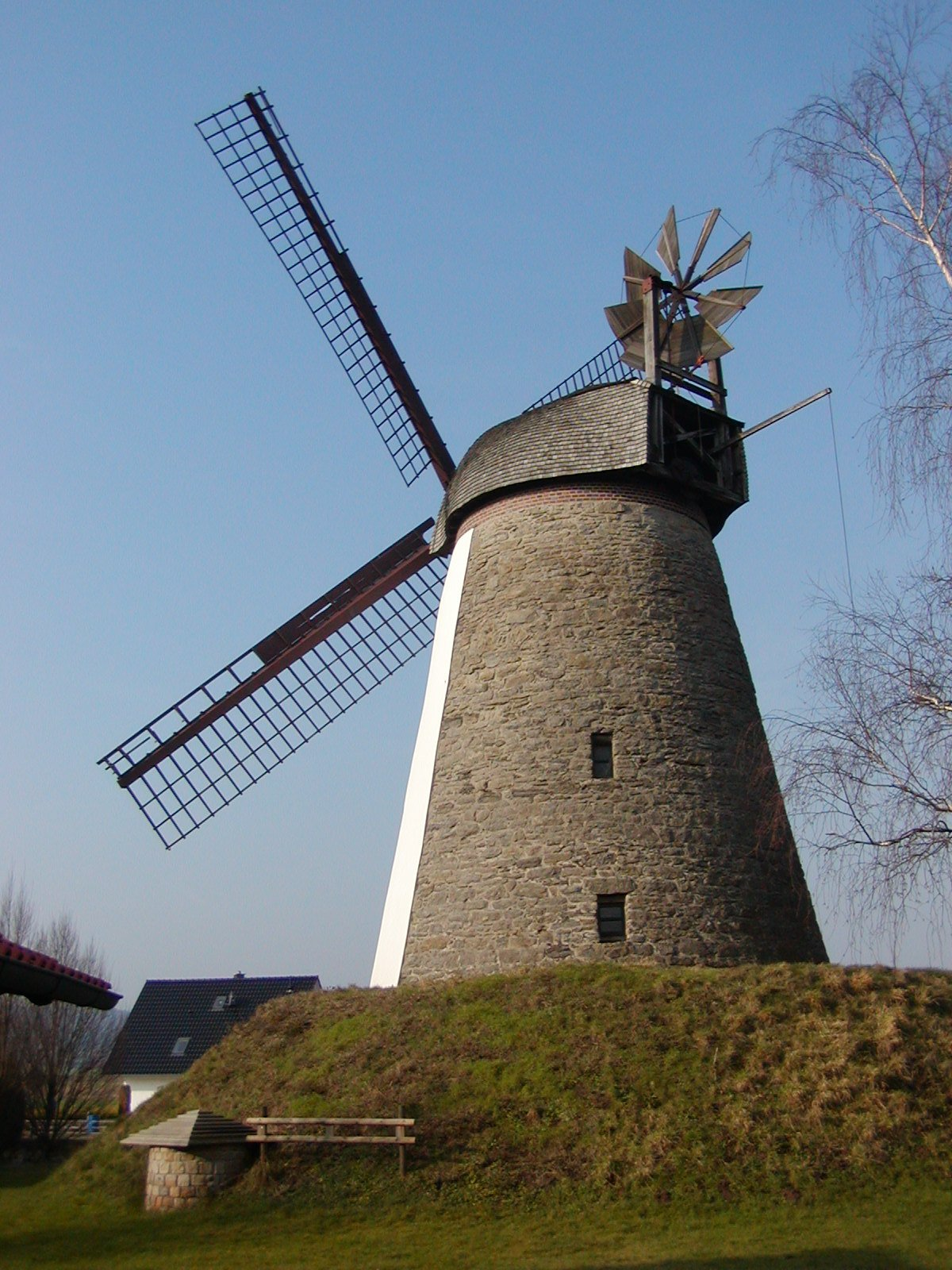
Windmühle Dützen

### Windmühle Dützen
Ein genaues Baudatum der „Hummelbecker Windmühle“, wie die Dützer Mühle nach dem ältesten Dützer Ortsteil schon immer genannt wurde, steht nicht fest. Aussagen des Bölhorster Müllers aus der damaligen Zeit lassen den Schluss zu, dass die Mühle zwischen 1808 und 1813 errichtet wurde. Seit der Restaurierung in den Jahren 1991 bis 1993 besitzt der Wallholländer mit seiner hohen Durchfahrt wieder eine Haube, eine Windrosenanlage und windgängige Segelflügel.
Die Windmühle gehört zur Westfälischen Mühlenstraße.

### Potts Park
Auf einer stillgelegten Zechenanlage am Nordhang des Wiehengebirges befindet sich der Freizeitpark pott's park. Der Park ist ein „Erlebnispark“ für Kinder und Erwachsene von „0–99 Jahren“. Im Park gibt es unter anderem „abenteuerliche Fahrattraktionen“.

## Verkehr
Die Bundesstraße 65 erstreckt sich in Ost-West-Richtung durch Dützen. Nördlich von Dützen verläuft der Mittellandkanal.